# Stunt Fall
Stunt Fall es una montaña rusa situada en Parque Warner Madrid , en el área temática Movie World Studios. Es un tipo de atracción único conocido como Giant Inverted Boomerang (GIB), fabricado por Vekoma. En este momento sólo hay seis del mismo tipo en todo el mundo que funcionen. Esta y otra situada en Rusia en la parte europea (Quantum Leap en Sochi Park), son las únicas que están fuera de América. Por lo que es una de las atracciones más codiciadas por los seguidores de montañas rusas de todo el mundo, lo que la convierten en una de las atracciones estrella del Parque, está considerada una de las montañas rusas más fuertes del [[Europbdmsmdf
a]]. Hasta 2012 era la montaña rusa más alta de España.

## Descripción
Desde su construcción hasta el inicio de la temporada del año 2020, sus pilares de sujeción eran de color naranja. Actualmente los soportes son amarillos, las vías azules y los raíles amarillos. El tren es de color plateado, naranja y azul, y las barras de seguridad amarillas. Cuenta con ocho filas de asientos y cuatro en cada fila, que en lugar de estar en la misma línea están en forma de "T", es decir, los dos centrales están juntos y los dos de los extremos están retrasados y más separados que permiten tener una mejor visión. La atracción es conocida por su monstruosa estructura.

## Descripción del viaje
El viaje combina tres elementos: la experiencia de caída libre de 59 metros, una montaña rusa de seis inversiones y la posibilidad de hacer el viaje de espaldas.
Comienza cuando el tren de 32 pasajeros empieza a ascender lentamente y marcha atrás una de las torres, de forma que los pasajeros quedan colgados verticalmente sobre el cierre, y cuando alcanza los 54 metros en la cima de la torre desciende y alcanza una velocidad de 105 km/h por la zona de embarque. A continuación pasa por un gran Cobra Roll de 34 metros de alto y un Loop de 31 metros, y asciende a la otra torre lentamente en el sentido de la marcha (mirando hacia arriba) para descender y completar de nuevo el recorrido, pero esta vez marcha atrás. Cuando el tren llega de nuevo a la primera torre desciende lentamente hasta la zona de embarque finalizando así su recorrido.
El sistema de subida está basado en un enganche (Cácher) que circula por un raíl adicional unido a un cable metálico donde se engancha el tren para ser elevado (Sistema parecido al del Boomerang). Sólo presenta frenos magnéticos en la bajada de la segunda torre, que se usan como método de seguridad por si el tren no pudiera ascender por la torre, con lo que alcanzaría poca velocidad y podría quedar parado en el recorrido de la atracción.

## Historia

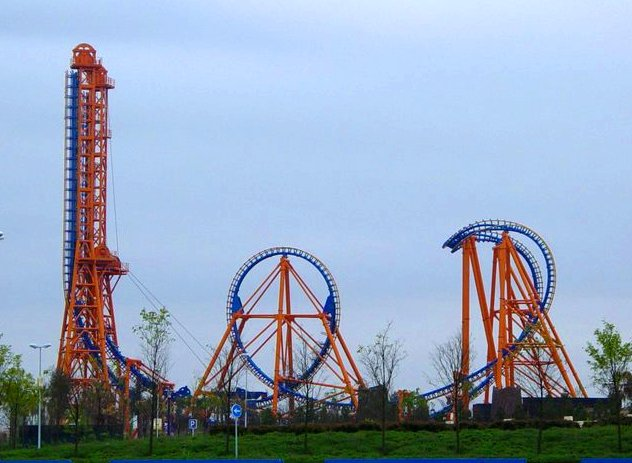
Vista de perfil de la atracción Stunt Fall desde el aparcamiento

La empresa americana Six Flags compró cuatro de estas montañas rusas a la empresa constructora Vekoma por unos 20 millones de euros cada una. Las GIB (Gigant Inverted Boomerang) fueron instaladas en Six Flags Over Georgia en Georgia, Six Flags Great America de Chicago y Six Flags Magic Mountain de California en el año 2001 con el nombre de Deja Vu. Al poco de instalarlas se comenzaron a notar problemas en el funcionamiento, por lo que Vekoma, la empresa fabricante, rediseñó algunos elementos antes de instalar Stunt Fall en Madrid
En otoño de 2001 Six Flags instaló en el Parque Warner de Madrid la primera GIB de Europa y la que sería la última del mundo. Stunt Fall abrió en verano de 2002, más tarde que el resto de atracciones y fue inaugurada por el actor Santiago Segura. Al poco de abrir comenzó a dar problemas, ya que en octubre de ese mismo año el tren se quedó parado en una de las columnas dejando a la gente colgada durante más de 40 minutos.
Uno de los problemas más importantes es que el tren, cuando hace el recorrido marcha atrás, puede quedarse parado en el valle del Cobra Roll en determinadas condiciones de viento, debido a que el tren pierde velocidad al pasar antes por el Loop. Debido a esto se construyó en todas las atracciones un andamio demasiado pequeño que permite evacuar a la gente en caso de que el tren se quede parado ahí, esto ha originado que en el Stunt Fall no permitan sentarse a la primera y última fila de asientos, ya que sería muy difícil evacuar a sus pasajeros, aunque a partir del día 10 de octubre de 2015, se abrieron al público por lo cual se puede montar actualmente en estas filas. Además, en los tres primeros modelos el sistema de sujeción de los pasajeros tuvo que ser remodelado, ya que en la primera caída libre los pasajeros se quejaban de una gran presión en el pecho al caer sobre el cierre.
Las Deja Vu de Six Flags Great America y Six Flags Over Georgia fueron retiradas y vendidas a Silvergood Theme Park con el nombre de Aftershock y Mirabilandia en Brasil en construcción.
Pese a que al diseño y funcionamiento se le considera un fracaso del fabricante, es una de las montañas rusas más espectaculares del mundo, por lo que Vekoma ha diseñado un nuevo modelo parecido solventando estos problemas que todavía no ha sido colocado en ningún parque.